# Deathbird Stories
Deathbird Stories är en novellsamling av den amerikanske författaren Harlan Ellison, utgiven 1975 av Harper & Row (idag Harper Collins). Den har därefter återutgivits i ett flertal upplagor.
Novellsamlingens tema är "nya gudar", såsom pengar, sex och maskiner, och hur de kommit att ersätta de gamla traditionella  gudarna.
"The Whimper of Whipped Dogs" inspirerades av mordet på Kitty Genovese. 
Samlingen vann British Science Fiction Award 1978; även individuella noveller har vunnit priser (se nedan).

## Innehåll
- "Introduction: Oblations at Alien Altars"
- "The Whimper of Whipped Dogs"
- "Along the Scenic Route"
- "On the Downhill Side"
- "O Ye of Little Faith"
- "Neon"
- "Basilisk" (Locuspriset 1973)
- "Pretty Maggie Moneyeyes"
- "Corpse"
- "Shattered Like a Glass Goblin"
- "Delusion for a Dragon Slayer"
- "The Face of Helene Bournouw"
- "Bleeding Stones"
- "At the Mouse Circus"
- "The Place with No Name"
- "Paingod"
- "Ernest and the Machine God"
- "Rock God"
- "Adrift Just Off the Islets of Langerhans: Latitude 38° 54' N, Longitude 77° 00' 13" W" (Hugopriset och Locuspriset 1975)
- "The Deathbird" (Hugopriset och Locuspriset 1974)